# Sakamoto Riho
Sakamoto Riho (坂本 理保, sinh ngày 7 tháng 7 năm 1992) là một cầu thủ bóng đá nữ người Nhật Bản.

## Đội tuyển bóng đá nữ quốc gia Nhật Bản
Sakamoto Riho thi đấu cho đội tuyển bóng đá nữ quốc gia Nhật Bản từ năm 2017.

## Thống kê sự nghiệp
| Nhật Bản  | Nhật Bản | Nhật Bản |
| Năm       | Trận     | Bàn      |
| --------- | -------- | -------- |
| 2017      | 1        | 0        |
| Tổng cộng | 1        | 0        |